# ماکسیمیلیان هیپه
ماکسیمیلیان هیپه (انگلیسی: Maximilian Hippe؛ زادهٔ ۶ مهٔ ۱۹۹۸) بازیکن فوتبال است.